# Villes et pays d'art et d'histoire
Villes et pays d'art et d'histoire ((dansk) Historiske og kunstnerisk interessante byer og landskaber) er en fransk mærkningsordning, der skal sætte fokus på sådanne byer og områder, der har en kunstnerisk eller historisk interesse.
Ordningen er blevet brugt af kulturministeriet siden 1985 og tildeles kommuner eller pays, der gør noget for at fremvise og bevare deres kulturarv.
Pr 27. juni 2011, var der 153 villes et pays d'art et d'histoire, deraf 101 byer og 52 pays.

## Steder efter region
| Region                     | Byer | Landområder |
| -------------------------- | --- | --- |
| Alsace                     | Mulhouse (68) | Le Val d’Argent, Guebwiller (68) |
| Aquitaine                  | Bordeaux (33), Périgueux (24), Sarlat-la-Canéda (24), Pau (64), Oloron-Sainte-Marie (64). | Béarn des Gaves (64) |
| Auvergne                   | Moulins (03) | Pays Issoire Val d'Allier sud, Pays du Haut-Allier, Pays de Riom, Pays de Saint-Flour, Pays du Puy-en-Velay (43), Pays de Billom Saint-Dier-d'Auvergne (63) |
| Bourgogne                  | Autun (71), Auxerre (89), Chalon-sur-Saône (71), Joigny (89), Nevers (58) et Dijon (21) | Auxois (21), Charolais-Brionnais (71) |
| Bretagne                   | Dinan (22), Dinard (35), Concarneau (29), Fougères (35), Lorient (56), Rennes (35), Quimper (29), Vannes (56), Vitré (35) | Pays de Morlaix (29) |
| Centre                     | Orléans (45), Tours (37), Blois (41), Vendôme (41), Bourges (18), Chinon (37) et Loches (37) | Pays de Loire Touraine (58 communes et 6 communautés de communes autour d’Amboise) |
| Champagne-Ardenne          | Châlons-en-Champagne (51), Langres (52), Reims (51), Sedan (08), Troyes (10) | |
| Korsika                    | Bastia (2B), Sartène (2A) | |
| Franche-Comté              | Besançon (25), Dole (39) | Pays de Montbéliard (25), Pays du Revermont (Poligny, Arbois, Salins) |
| Ile-de-France              | Boulogne-Billancourt (92), Étampes (91), Meaux (77), Noisiel (77), Pontoise (95), Rambouillet (78), la Communauté d'Agglomération de Saint-Quentin-en-Yvelines, regroupant les communes de Trappes, Elancourt, Guyancourt, Montigny-le-Bretonneux, Voisins le bretonneux, Magny-les-Hameaux et La Verrière (78). | |
| Languedoc-Roussillon       | Nîmes (30), Villeneuve-lès-Avignon (30), Uzès (30), Beaucaire (30), Narbonne (11), Perpignan (66) | Pays de Mende et Lot-en Gévaudan (48), Pays de Pézenas (34) |
| Limousin                   | Uzerche, Vigeois, Perpezac-le-noir, Saint-Bonnet-l’Enfantier, Orgnac, Estivaux, Sadroc, Saint-Pardoux-l’Ortigier, Donzenac, Allassac, Voutezac, Saint-Solve, Vignols, Saint-Viance, Ussac, Varetz, Limoges. | |
| Lorraine                   | Bar-le-Duc (55), Metz (57) | |
| Midi-Pyrénées              | Millau (12), Cahors (46), Figeac (46), Montauban (82), Moissac (82) | Pays des bastides du Rouergue (Najac, Sauveterre-de-Rouergue, Villefranche-de-Rouergue, Villeneuve d’Aveyron) (12), Pays de la Vallée de la Dordogne (46), Pays des Pyrénées cathares (Canton de Mirepoix, Canton de Lavelanet) (09), Pays du Grand Auch (32), Pays des Vallées d'Aure et du Louron (31) |
| Nord-Pas-de-Calais         | Arras (62), Boulogne-sur-Mer (62), Cambrai (59), Lille (59), Roubaix (59), Saint-Omer (62) | pays de Lens-Liévin |
| Normandie                  | Dieppe (76), Elbeuf (76), Fécamp (76), Le Havre (76), Rouen (76) | Pays d’Auge (14), clos du Cotentin & Valognes (50), pays de Coutances (50) |
| Pays de la Loire           | Angers (49), Fontenay-le-Comte (85), Guérande (44), Laval (53), Le Mans (72), Nantes (44), Saumur (49) | Perche sarthois (72), Coëvrons-Mayenne (53), Vallée du Loir (72) |
| Picardie                   | Amiens (80), Beauvais (60), Chantilly (60), Noyon (60), Saint-Quentin (02), Laon (02), Soissons (02) | |
| Poitou-Charentes           | Angoulême, Poitiers, Rochefort, Saintes, Thouars | Communauté de communes du Confolentais, pays montmorillonnais, pays de l’Angoumois, pays Mellois, pays de Parthenay |
| Provence-Alpes-Côte d’Azur | Arles, Briançon, Fréjus, Grasse, Menton | Pays du Comtat Venaissin et Carpentras, Provence verte |
| Rhône-Alpes                | Saint-Étienne (42), Valence (26), Vienne (38) | Pays des Hautes vallées de Savoie, Pays de Saône Vallée (01) |